# Ectropothecium
Ectropothecium là một chi rêu trong họ Hypnaceae.